# Amphineurus (Nothormosia) meridionalis
Amphineurus (Nothormosia) meridionalis is een tweevleugelige uit de familie steltmuggen (Limoniidae). De soort komt voor in het Australaziatisch gebied.